# Església Nova (Torrebesses)
L'Església Nova és una església historicista de Torrebesses (Segrià) inclosa a l'Inventari del Patrimoni Arquitectònic de Catalunya.

## Descripció
Runes d'una església inacabada de la qual es conserva part de la façana que es correspon amb un atri interior, alguns pilars i les parets laterals fins a dos metres i mig d'alçada.

## Història
Els vilatans van deixar de construir aquesta església degut a una gelada que els deixà sense seny.
Més precisament i d'acord amb l'ajuntament, "el motiu de l'aturada va ser la crisi econòmica que va seguir als intensos freds i gelades de l'hivern del 1869-1870, que malmeteren molt la producció agrícola i provocaren un gran daltabaix al poble. A més, hi havia un clima de divisió i inseguretat en la situació política del país."